# Christian Democratic Party
Christian Democratic Party (CDP, Chrześcijańska Partia Demokratyczna)  – konserwatywna protestancka, australijska partia polityczna utworzona w 1997 roku po zmianie nazwy z Call to Australia (CTA) (utworzona w 1977 r.). Założycielem i liderem CTA oraz CDP jest pastor Fred Nile.

## Program Partii
CDP chce uznania małżeństwa jako związku kobiety i mężczyzny, sprzeciwia się więc małżeństwom homoseksualnym. Następnym punktem programu jest ochrona niewinnego życia ludzkiego, a co za tym idzie brak zgody na aborcję i eutanazję. Mają zamiar też walczyć z pornografią i zboczeniami seksualnymi. W sferze edukacji mają zamiar dać rodzicom pełne prawo o decydowaniu jak chcą uczyć swoje dzieci.
W polityce zagranicznej opowiadają się za polityką wojny z terroryzmem, i wspieraniem sił międzynarodowych w takich regionach jak Timor Wschodni, Irak czy Afganistan.

## Wpływ polityczny
CDP jest małą partią polityczną. Wspierana jest głównie w Nowej Południowej Walii (NSW), gdzie przeważnie uzyskuje 3-4% głosów w wyborach. CDP/CTA jest reprezentowana w wyższej Izbie Parlamentarnej (Legislative Council) (LC) Nowej Południowej Walii, od 1981 r. Zazwyczaj, CDP/CTA otrzymuje dwa miejsca poselskie w LC, jedno które piastuje, Fred Nile.
W wyborach do parlamentu Australijskiego, CDP uzyskuje znacznie niższe wyniki. Najczęściej zdobywa ok. 1% głosów w wyborach. Dotychczas, nie udało się CDP/CTA zdobyć miejsca poselskiego lub senatorskiego w australijskim parlamencie.